# Sagranberg
Sagranberg är ett berg i Österrike. Det ligger i den centrala delen av landet, 290 km sydväst om huvudstaden Wien. Toppen på Sagranberg är 1 899 meter över havet.
Terrängen runt Sagranberg är kuperad åt sydost, men åt nordväst är den bergig. Närmaste större samhälle är Hermagor, 10,1 km nordväst om Sagranberg. 
I omgivningarna runt Sagranberg växer i huvudsak blandskog. Runt Sagranberg är det ganska tätbefolkat, med 56 invånare per kvadratkilometer.